# 앙 리타 셰르파

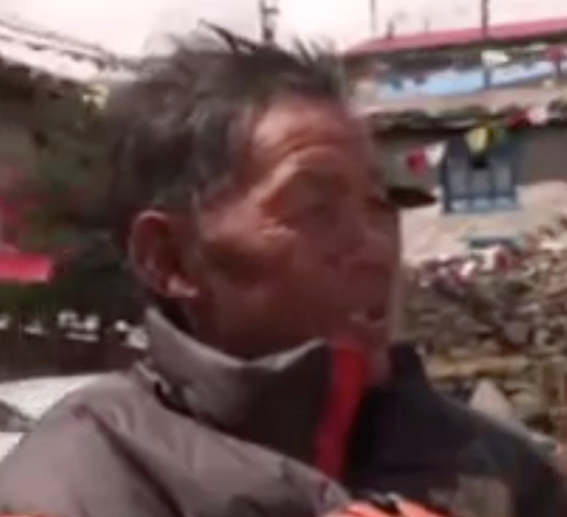

앙 리타 셰르파(네팔어: आAriita Cherpa, 영어: Ang Rita Sherpa, 1948년 7월 27일 – 2020년 9월 21일)는 1983년부터 1996년까지 보충 산소를 사용하지 않고 에베레스트산을 10번이나 오른 네팔의 산악인이었다. 그의 여섯 번째 등반은 가장 성공적인 산 등정으로 세계 기록을 세웠다. 10번째 등반에서 재설정한 에베레스트 산. 그 이후로 다른 사람들이 에베레스트 정상에 더 많이 올랐지만 그는 여전히 산소 보충 없이 대부분의 정상에 오른 기록을 보유하고 있다. 그는 또한 겨울에 산소 보충 없이 에베레스트 산을 오른 최초이자 현재까지 유일한 사람이었다. 동료들은 그에게 "눈표범"이라는 별명을 붙였다.

## 등반 여정
- 1983년 5월 7일
- 1984년 10월 15일
- 1985년 4월 29일
- 1987년 12월 22일
- 1988년 10월 14일
- 1990년 4월 23일
- 1992년 5월 15일
- 1993년 5월 16일
- 1995년 5월 13일
- 1996년 5월 23일